# Olympiakos F.C.
Olympiakos F.C. (græsk: ΠΑΕ Ολυμπιακός også kendt som Olympiakos, Olympiakos Pireus eller med dets fulde navn: Olympiakos OSFP – Olympiakos Syndesmos Filathlon Pireaus) er den mest succesfulde fodboldklub i Grækenland, som blev etableret den 10. marts 1925.
Historisk kom Olympiakos tilhængerne (gavroi, Gr. sardin) fra arbejderklassen og Panathinaikos tilhængerne fra den højere klasse. Men alligevel er der flest gavroi i Grækenland, og statistikken taler også for sig selv; Olympiakos har vundet 90 af de i alt 227 spillede kampe, Panathinaikos har kun vundet 57, (80 uafgjorte).
Fodboldklubben Olympiakos er en del af en større sportsklub, som kaldes Olympiakos OSFP, græsk: Ολυμπιακός Σύνδεσμος Φιλάθλων Πειραιώς; skrevet med the latinske alfabet: Olympiakos Sindesmos Filathlon Pireos, hvilket betyder Olympiakos' Klub for Fans fra Pireus. Klubben vandt i 2013 sit 40. mesterskab, og det er mere end lokalrivalerne Panathinaikos og AEK Athen tilsammen. 
Klubben har hjemmebane på Karaiskakis Stadion i Neo Faliro, Attica, hvor en tragedie fandt sted den 8. februar 1981 i minutterne efter en 6-0 sejer mod AEK Athen. Olympiakos tilhængere ved udgang 7 ville skynde sig ud gennem port 7 og over til hovedindgangen for at fejre sejren, men døren var delvis lukket og folkene kunne ikke komme ud hurtigt nok og udgang 7 blev en dødsfælde, hvor folk blev klemt ihjel eller kvalt af trængselen. 21 unge mennesker mistede livet og mange flere blev alvorligt skadet. Af de 21 var 20 Olympiakos tilhængere og en var AEK tilhænger. Ulykken er den værste fodboldtragedie i Grækenland.

## Nuværende Spillertrup
| 2  | Grækenland | Giannis Maniatis (MI) (Anfører)      |
| 3  | Spanien    | Alberto Botia (FO)                   |
| 5  | Serbien    | Luka Milivojević (MI)                |
| 6  | Marokko    | Manuel da Costa (FO)                 |
| 7  | Grækenland | Kostas Fortounis (MI)                |
| 8  | Grækenland | Andreas Bouchalakis (MI)             |
| 9  | Island     | Alfreð Finnbogason (AN)              |
| 10 | Argentina  | Alejandro Domínguez (MI) (4.Anfører) |
| 11 | Schweiz    | Pajtim Kasami (MI)                   |
| 14 | Norge      | Omar Elabdellaoui (FO)               |
| 15 | Albanien   | Qazim Laci (MI)                      |

| 16 | Spanien    | Roberto (MÅ) (Vice Anfører)      |
| 17 | Mexico     | Alan Pulido (AN)                 |
| 19 | Spanien    | David Fuster (MI) (3.Anfører)    |
| 20 | Grækenland | Dimitris Kolovos (MI)            |
| '  | Spanien    | Pep Biel (MI)                    |
| 21 | Sverige    | Jimmy Durmaz (AN)                |
| 23 | Grækenland | Dimitris Siovas (FO) (5.Anfører) |
| 24 | Grækenland | Tasos Avlonitis (FO)             |
| 26 | Frankrig   | Arthur Masuaku (FO)              |
| 28 | Grækenland | Dimitris Goutas (FO)             |
| 29 | Grækenland | Praxitelis Vouros (FO)           |
| 30 | Brasilien  | Leandro Salino (FO)              |
| 31 | Comorerne  | Ben Nabouhane (AN)               |

| 32 | Grækenland | Fanis Tzandaris (MI)       |
| 33 | Grækenland | Lefteris Choutesiotis (MÅ) |
| 34 | Grækenland | Manolis Saliakas (FO)      |
| 37 | Grækenland | Stefanos Kapino (MÅ)       |
| 41 | Grækenland | Konstantinos Tsimikas (MI) |
| 44 | Serbien    | Saša Zdjelar (MI)          |
| 70 | Grækenland | Giannis Gianniotas (MI)    |
| 77 | Portugal   | Hernâni (AN)               |
| 90 | Colombia   | Felipe Pardo (MI)          |
| 91 | Argentina  | Esteban Cambiasso (MI)     |
| 92 | Brasilien  | Sebá (AN)                  |
| 99 | Nigeria    | Brown Ideye (AN)           |

## Titler
| Pokal             | Antal | År |
| ----------------- | ----- | --- |
| Græsk mester      | 48    | 1931, 1933, 1934, 1936, 1937, 1938, 1947, 1948, 1951, 1954, 1955, 1956, 1957, 1958, 1959, 1966, 1967, 1973, 1974, 1975, 1980, 1981, 1982, 1983, 1987, 1997, 1998, 1999, 2000, 2001 2002, 2003, 2005, 2006, 2007, 2008, 2009, 2011, 2012, 2013 2014, 2015, 2016, 2017, 2020, 2021, 2022, 2025 |
| Græsk pokalvinder | 29    | 1947, 1951, 1952, 1953, 1954, 1957, 1958, 1959, 1960, 1961, 1963, 1965, 1968, 1971, 1973, 1975, 1981, 1990, 1992, 1999, 2005, 2006, 2008, 2009, 2012, 2013, 2015, 2020, 2025 |
| Græsk supercup    | 4     | 1980, 1987, 1992, 2007 |
| Balkan cup        | 1     | 1963 |

### Europæiske turneringer
- UEFA Conference League:
  - Vinder: 2024
- UEFA Champions League:
  - Kvartfinaler: 1998–99
- UEFA Cup Winners' Cup:
  - Kvartfinaler: 1992–93

## Kendte spillere
- Alexandros Alexandris, Nikos Anastopoulos, Tasos Mitropoulos, Kostas Tsimikas
- Dennis Rommedahl, Bent Christensen, Niels Sørensen
- Olof Mellberg, Pär Zetterberg, Thomas Ahlström, Håkan Sandberg
- Giovanni, Rivaldo, Zé Elias, Luciano de Souza, Edu Dracena, Júlio César Soares Espíndola, Leonardo, Dudu, Diogo, Alexandre Joaquim D'Akol, Alvez Tevez Edvaldo, Marcelo Vieira da Silva Júnior
- Juan Gilberto Funes, Gabriel Schurrer, Luciano Galletti, Jesus Datolo, Fernando Belluschi, Sebastian Leto, Cristian Raúl Ledesma, Leonel Núñez, Rodrigo Archubi, Antonio Justo Alcibar, Miguel Alberto Nicolau
- Roger Albertsen
- Julio Losanta, Jorge Walter Barrios, Vicente Estavillio, Milton Viera, Gabriel Alvez, Diego Aguirre, Ignatio Peña, Rafael Perone
- Siniša Gogić, Miloš Šestić, Ilija Ivić, Darko Kovačević, Predrag Đorđević, Miloš Marić, Bozidar Bandovic
- Christian Karembeu, Didier Domi, Rolland Courbis